# The Fortress (film, 2017)
Pour les articles homonymes, voir Fortress.
Pour plus de détails, voir Fiche technique et Distribution.
The Fortress (hangeul : 남한산성 ; RR : Namhansanseong) est un film historique sud-coréen réalisé et écrit par Hwang Dong-hyeok, sorti le 3 octobre 2017. Il s'agit de l'adaptation du roman Namhansanseong de Kim Hoon,,,,,,,.
Il totalise près de 4 millions d'entrées au box-office sud-coréen de 2017.

## Synopsis
Durant l'hiver 1636, alors que les Qings conquièrent la Chine, ils se tournent vers le royaume vassal de Joseon, en Corée, resté fidèle aux Mings. Le roi Injo et ses hommes refusent de se soumettre, retranchés dans une forteresse dans les montagnes de Namhansanseong. Tandis que l'ennemi est à ses portes, prêt à l'envahir, le roi est confronté aux avis divergents de deux de ses ministres. Alors que l'un, le ministre de l'intérieur Choi Myung-kil, le supplie de s'en remettre à la clémence de l'envahisseur, Kim Sang-hun, chargé des rites, préfère éviter l'humiliation de sa nation et se battre jusqu'au bout. Dans un hiver glacial, alors que le roi est malade et ses hommes souffrent du froid et de la faim, l'ultime bataille va se jouer autour de cette forteresse...

## Distribution

### Principale
- Lee Byung-hun : Choe Myeong-gil (en)

Le chef d'une des deux cliques idéologiques assiégées dans la forteresse qui désire négocier la paix avec la dynastie Qing
- Kim Yoon-seok : Kim Sang-hun[10]

Le chef de l'autre clique idéologique qui se bat contre l'opinion de Choi et croit fermement à la défense de la nation contre la dynastie Qing.
- Park Hae-il : Le roi Injo

Le roi acculé par les conflits au sein de ses rangs et inquiet sur le sort de la nation
- Go Soo (en) : Seo Nal-soi

Un forgeron recruté et envoyé avec une lettre du roi pour recruter des combattants.
- Park Hee-soon (en) : Lee Shi-baek

Le chef de l'armée de Joseon qui mène silencieusement la défense de la forteresse dans des conditions climatiques extrêmement rudes.

### Secondaire
- Song Young-chang : Kim Ryoo
- Jo Woo-jin : Jung Myung-soo
- Lee David (en) : Chil-bok
- Heo Sung-tae : Yong Gol-dae
- Kim Beop-rae : Kan
- Jo Ah-in : Na-roo
- Jin Seon-kyu : Lee Doo-gap
- Yoo Soon-woong : le chef des érudits
- Park Ji-il : le vice-chef des érudits
- Choi Jong-ryul : un eunuque
- Kim Joong-ki :  Do Seung-ji
- Shin Ki-joon (en) : le prince héritier

## Réception
Le film sort en Corée du Sud le 3 octobre 2017. Il atteint la première place du box-office pour son premier jour avec 444 527 spectateurs. Selon le distributeur CJ Entertainment, dès son deuxième jour d'exploitation, le film cumule plus d'un million d'entrées, ce qui en fait le plus rapide à atteindre ce stade pendant la période du Chuseok.
The Fortress est vendu dans 28 pays dans le monde dont les États-Unis, le Japon, Taïwan, et Singapour. Il fait l'ouverture du 2e festival du film d'Extrême-Orient de Londres. En Corée du Sud, le film totalise 3,78 millions de spectateurs.

## Distinctions
| Récompenses                                                     | Catégorie                 | Récipiendaire    | Issue   | Ref. |
| --------------------------------------------------------------- | ------------------------- | ---------------- | ------- | ---- |
| 37e cérémonie de l'Association coréenne des critiques de cinéma | Meilleur film             | The Fortress     | Lauréat | ,    |
| 37e cérémonie de l'Association coréenne des critiques de cinéma | Top 10 Films              | The Fortress     | Lauréat | ,    |
| 37e cérémonie de l'Association coréenne des critiques de cinéma | Meilleur réalisateur      | Hwang Dong-hyeok | Lauréat | ,    |
| 37e cérémonie de l'Association coréenne des critiques de cinéma | Meilleure cinématographie | Kim Jee-yong     | Lauréat | ,    |
| 37e cérémonie de l'Association coréenne des critiques de cinéma | Meilleure musique         | Ryūichi Sakamoto | Lauréat | ,    |